# 中国—巴基斯坦关系
中国—巴基斯坦关系是指中國和巴基斯坦之間的外交關係，兩國于1951年5月21日建交。当时剛從英國獨立不久的巴基斯坦，正式和遷台不久的中華民國斷交，改而和中華人民共和國建交，是世界上最早承認中華人民共和國的國家之一，也是首個和中华人民共和国建交的伊斯蘭國家。
1962年，中印戰爭爆發後，双方因为彼时地缘政治上的“共敌”印度而靠拢，作為印度的傳統宿敵的巴基斯坦，和中國的關係變得更親密。冷戰時期，中華人民共和國和巴基斯坦是亞洲區平衡蘇聯和其盟友印度的主要力量。1979年，蘇聯入侵阿富汗企圖將勢力南下印度，中華人民共和國政府同美國一起，強力支持巴基斯坦聯合抵抗蘇聯的侵略，利用邊境對阿富汗大量援助。21世纪初，地區性的緊張得到舒緩，雖然使中印關係回暖，但中國同巴基斯坦的關係也依舊堅定，透過中方的調停使和平得到確保的條件下，目前在中巴交界處與印度還有領土爭端，為保持印巴地區穩定，中華人民共和國直到今日也是巴基斯坦在軍事、經濟和科技方面的主要支持者，並且將其堅固的關係稱作“巴鐵”。
現今，中巴兩國已升級为“全天候战略合作伙伴关系”，“兩國的長久友好關係建基於互信、互惠互利和互不干涉內政等原則”。中国政府用“好邻居、好朋友、好兄弟、好伙伴”这一组词语形容中巴关系，並且視巴基斯坦為關係最良好的國家之一。巴方官员也多次强调中巴之间是“特殊的关系”，誓言要防止任何事情破坏中国和巴基斯坦的战略联盟，并绝对信任中国。

## 歷史

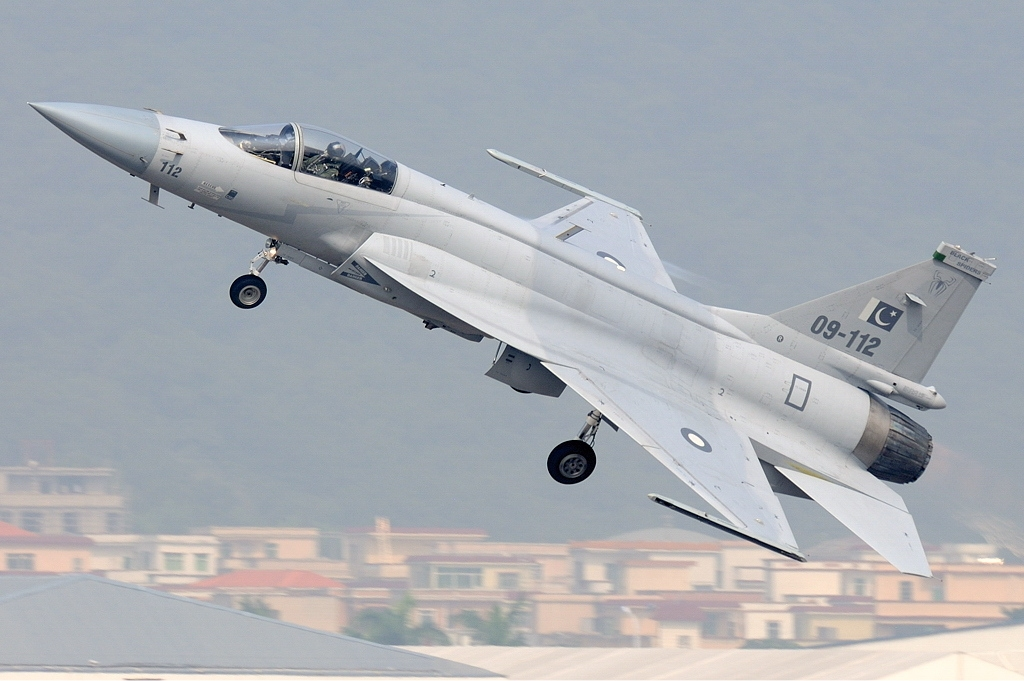
中巴聯合生產梟龍戰機

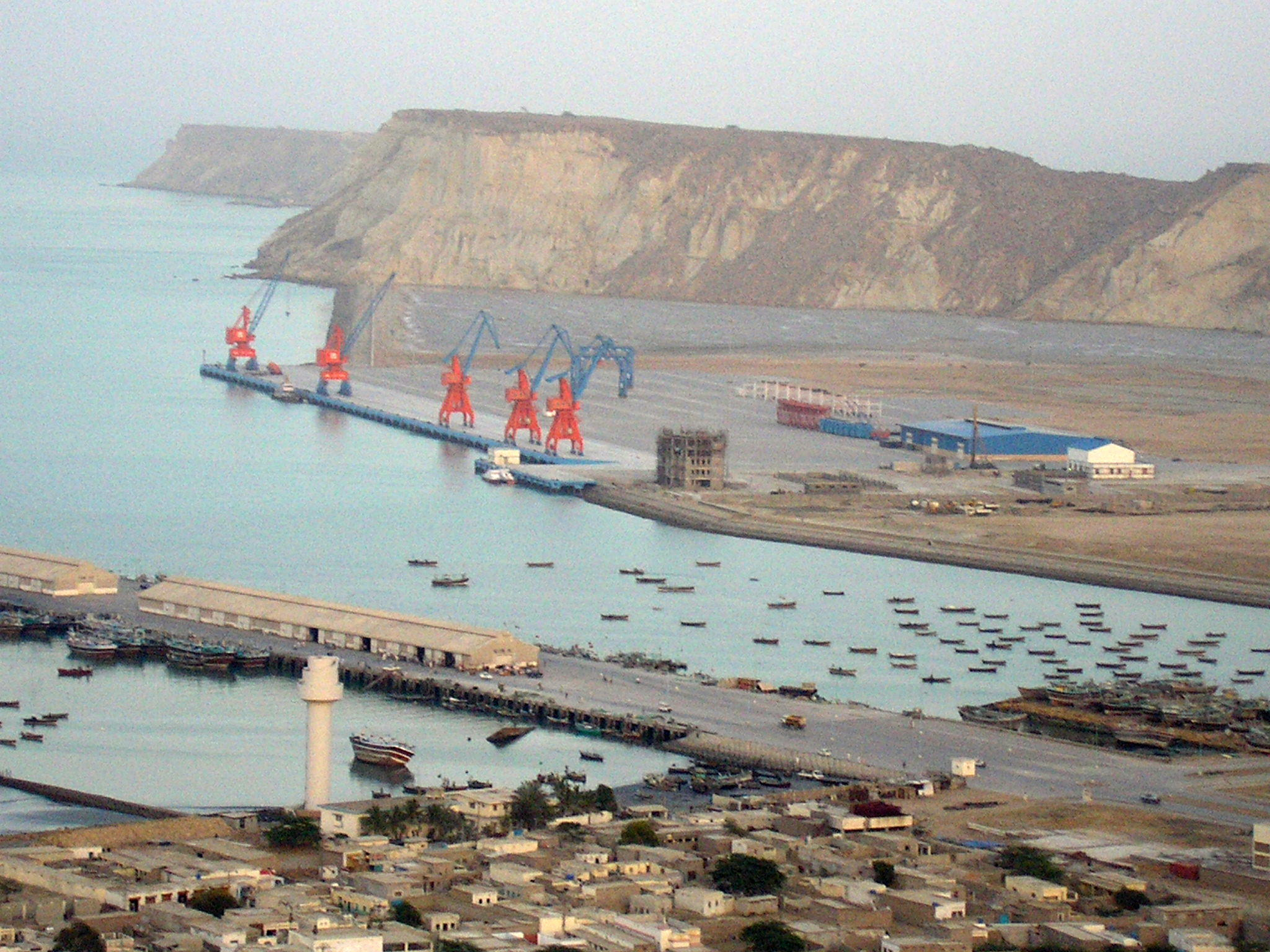
中國主導的一帶一路節點-巴達爾港接近完工

1947年8月14日，因印巴分治，原英属印度被分为印度联邦与巴基斯坦自治领，中华民国在当天承认巴基斯坦自治领独立并建立外交关系，直至1950年1月巴基斯坦正式承认中华人民共和国后为止。

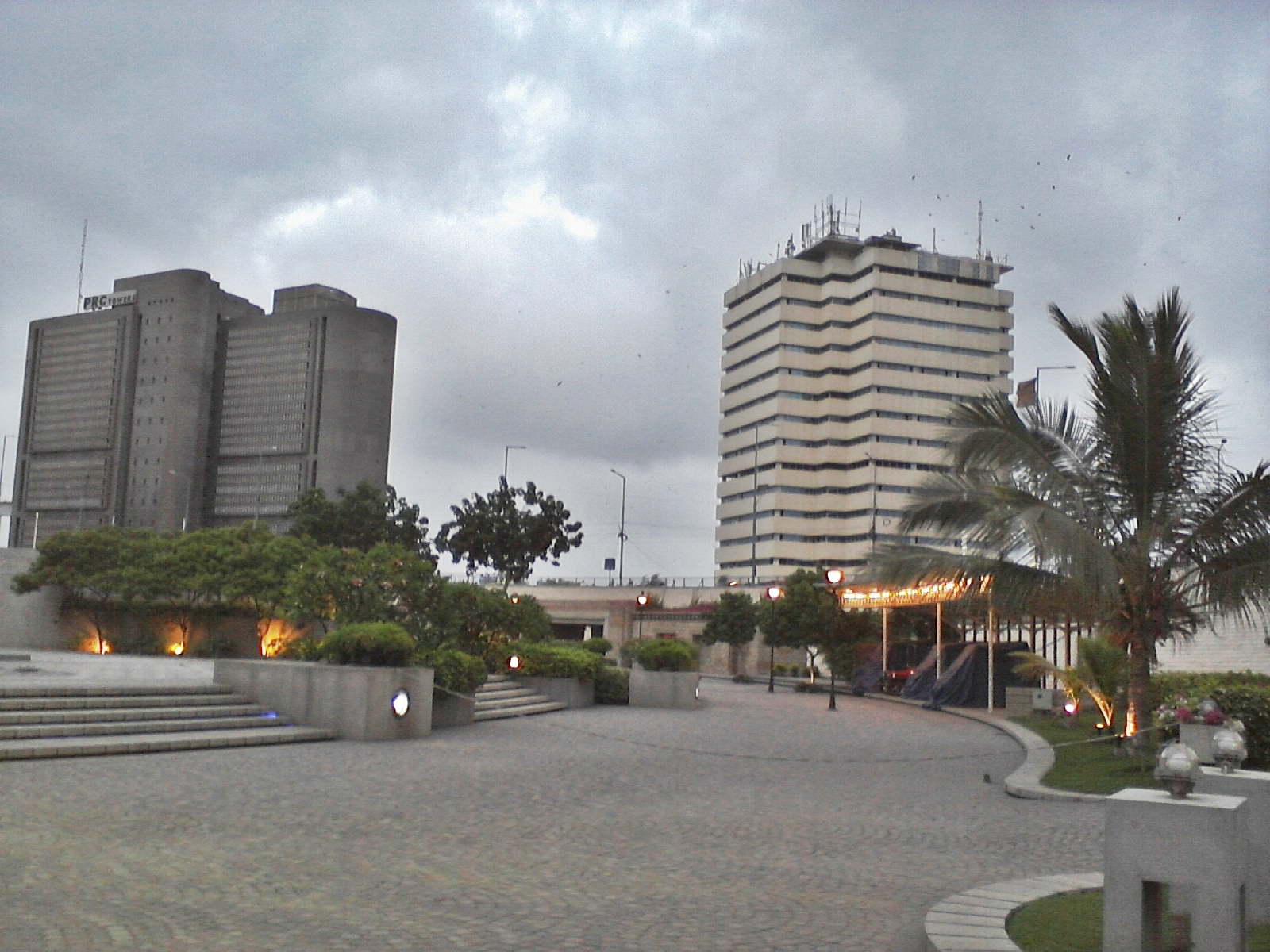
卡拉奇的中華共和大樓(左)

巴基斯坦也是中國和西方國家的關係在冷戰中後期正常化的重要橋樑。 1960年代，中國受到西方國家和前蘇聯集團的雙重孤立，也和印度爆發戰爭； 巴基斯坦也因克什米爾主權問題和印度處於敵對關係，在1965年爆发第二次印巴戰爭。 然而巴基斯坦因為地緣關係，成為西方抵抗前蘇聯南下印度洋的橋頭堡。美國在越戰戰敗，導致對華外交政策改變，1970年在巴基斯坦的協助下，中美兩國雙方秘密接觸，促成美國國家安全顧問基辛格在1971年訪華，奠定中華人民共和國取得联合国席位和中美建交的基礎。
1979年，蘇聯入侵巴基斯坦的北方鄰國阿富汗，印度也相對偏向蘇聯，巴基斯坦當局深感雙重威脅，中國則強力支持巴基斯坦抵禦蘇聯對阿富汗的侵略。
1989年，中國发生六四事件时，巴基斯坦也是少數幾個支持中国政府的非社会主义国家。巴基斯坦在台灣問題、西藏問題上完全支持中華人民共和國，也反對西方國家干涉中國內政。
在四川汶川大地震发生后，巴基斯坦将国内所有储存的救灾帐篷共计两万多顶全部捐献给了中国，同时还向灾区派出了救援人员。
2013年8月27日，中巴经济走廊秘书处在巴基斯坦首都伊斯兰堡设立。2014年2月，巴基斯坦总统侯赛因在对中国的国事访问中讨论了相关议题。两个月后，巴基斯坦总理谢里夫同中国国务院总理李克强会面讨论了项目的计划。2014年11月8日，在中国国务院总理李克强与巴基斯坦总理谢里夫的共同见证下，中国国家发展改革委副主任、国家能源局局长吴新雄与巴基斯坦水电部常秘穆罕默德·尤尼斯·达加签署了《中巴经济走廊能源项目合作的协议》。
2015年，也门战事突起，安全形势持续恶化。由于巴政府派出的飞机和两艘军舰一时无法满足上千名从也门撤离回国的巴公民的要求，当地情况也十分复杂，巴政府请求中方协助其撤离部分滞留在也门的公民。中方在接到这一请求后启动应急机制，协调有关各方，并派出了正在相关海域执行任务的中国军舰“临沂号”赴亚丁湾参与撤离救援行动。
2015年4月20日，在中国领导人习近平访问巴基斯坦期间，中巴之间签署了总共51个项目的合作协议和备忘录。
2017年4月，为对接“一带一路”建设，巴基斯坦当局计划在中巴经济走廊项下建设九个工业园。以利用巴基斯坦的资源和劳动力优势，吸引中国劳动密集型产业的转移，培育巴基斯坦的产业集群。5月，中国投资500亿美元，在巴基斯坦印度河流域建设5个水库。建成的水电站可释放的电能占巴基斯坦全国水电总量的2/3。此外，中巴两国还积极推动瓜达尔-新疆公路走廊建设，在配套的港口和高速公路建成后，巴基斯坦可以直接向中国西北地区输送海鲜等内陆地区少见的商品，巴政府预计相关贸易可带来约80亿美元的产值。
2018年1月4日，巴基斯坦央行宣布自当日起中国和巴基斯坦之间的双边贸易可以通过人民币进行结算，放弃美元结算。同期，巴基斯坦军方宣布确认采购中国054A型导弹护卫舰，并组建一支配备JF-17“枭龙”多用途战机的空军中队驻防俾路支省，以维护中巴经济走廊、震慑恐怖分子。
而巴基斯坦总理伊姆蘭·汗曾在竞选期间批評中国没有给巴基斯坦带来繁荣，而是带来一场危机，並一度對中巴经济走廊持保留态度。
2020年3月5日，中華人民共和國國家新聞辦公室舉辦新聞發佈會，稱巴基斯坦將全國醫院的口罩庫存捐出，以支援中華人民共和國抗擊新冠狀病毒肺炎疫情。

## 政治关系

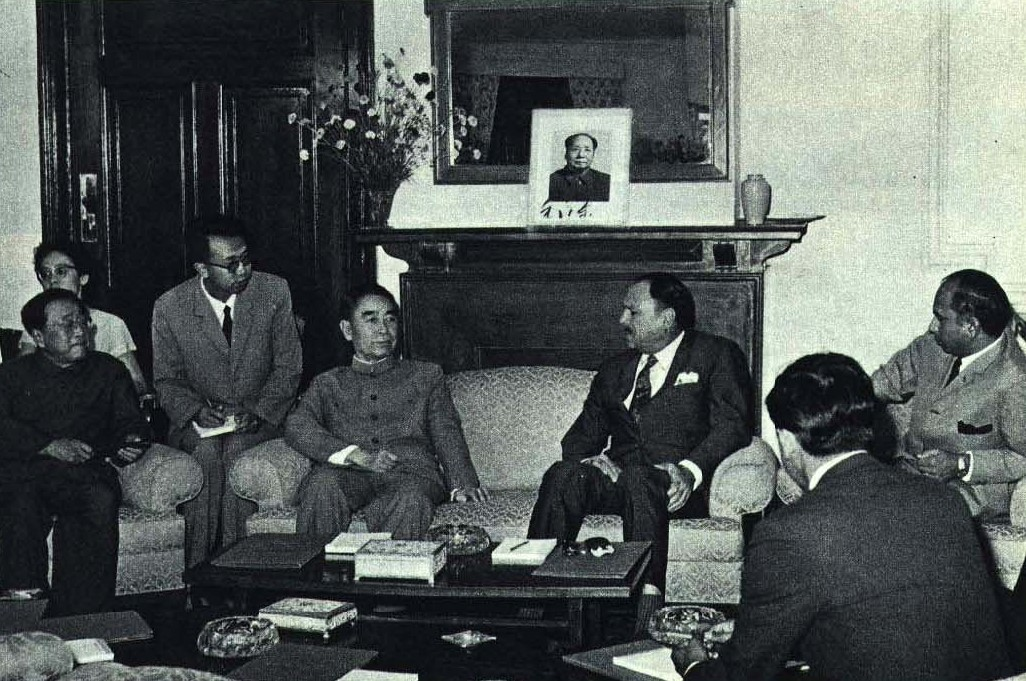
1965年周恩来访问巴基斯坦会见总统阿尤布·汗

中国与巴基斯坦长期保持政治互信，在处理对巴关系上一直保持开放包容的态度，两国严格遵守互不干涉内政的原则。中国官员与巴基斯坦政界建立联系时，不会区别对待不同政治主张和意识形态取向的政党，对各方都保持平等、尊重的姿态。中国共产党与包括主流政党、地区与宗教性政党在内的各个党派都签订了谅解备忘录。这种姿态塑造了中国在巴基斯坦的良好形象，而不是定位为特定集团、政党或者意识形态的支持者。这样的全面接触，致使无论是哪一个政党执政，乃至军队上台，两国关系都保持着稳定。除了曾在巴基斯坦前总理佐勒菲卡尔·阿里·布托被巴基斯坦法庭以谋杀罪判处绞刑时表示关切之外，再无任何报道表明中国介入巴国内政。即使是在呼吁穆罕默德·齐亚·哈克将军宽大对待布托时，中国也表示这终归还是巴基斯坦内政，对布托的关切也是鉴于布托对中巴关系做出的贡献。被军政府拒绝后，北京方面就再也没让这一事件干扰到两国关系。
1950年，巴基斯坦在伊斯兰国家中第一个承认中华人民共和国；1951年5月21日，两国正式建交。
1962年，中印戰爭爆發。因当时巴基斯坦与中国之间存在边界争议，巴基斯坦在中印战争爆发之前曾向印度建议，印、巴两国采取共同防御措施，应对中国，被印度拒绝。1962年10月13日，中国与巴基斯坦展开边境谈判，并进展迅速，于当年12月即达成协议。这成为了中巴關係發展契機。
1963年，兩國達成第一份正式貿易協議和邊境協議–《中巴边界协定》。
1965年，中國在第二次印巴戰爭中公開表明支持巴基斯坦對抗印度的立場，在第三次印巴戰爭也公開表明支持後者對抗印度和東巴基斯坦（現在的孟加拉國）的立場，中國還在聯合國否決獨立後的孟加拉國的入聯申請，直至1975年兩國建交為止。
1970年，巴基斯坦协助促成1971年美国时任国家安全顾问基辛格“秘密访华”。
1996年，中共中央總書記、國家主席、中央軍委主席江澤民國事訪問巴基斯坦。
2003年，巴基斯坦軍隊在一次巴阿邊境的反恐怖聯合行動中，擊斃主張以恐怖主義手段爭取新疆獨立的東伊運首領艾山·買合蘇木。
2005年7月4日，在中國支持之下，在哈薩克斯坦首都阿斯塔納舉行的上海合作組織首腦會議中，巴基斯坦隨伊朗、印度等獲接納為觀察員。 同年中國亦在巴基斯坦支持之下，獲接納為南亞區域合作聯盟的觀察員。
2013年5月22日，中共中央政治局常委、国务院总理李克强对巴基斯坦进行正式访问，巴基斯坦总统扎尔达里、总理霍索到机场迎接。
2015年4月20日，中共中央总书记、国家主席、中央军委主席习近平携夫人彭丽媛访问巴基斯坦。
2019年新冠疫情暴发后，巴基斯坦提供了对华的外交、物资支持；2020年3月，巴基斯坦总统阿里夫·阿尔维访华声援中国兄弟姐妹。
2021年11月中国“一带一路”倡议资助的港口达尔港发生大规模的抗议活动，“一带一路”（或“新丝绸之路”）是由习近平于2013年发起的基础设施大型项目，北京希望借此成为全球贸易枢纽。11月30日，外交部发言人赵立坚主持例行记者会表示，“个别媒体妄称瓜达尔地区发生针对中国的抗议活动毫无事实依据，中方没有拖网渔船赴瓜港海域捕鱼和停靠。”截止2022年1月14日，该抗议活动依旧持续中。
2022年初，伊姆兰·汗作为巴基斯坦总理参加北京冬奥会开幕式。随后在巴基斯坦发生宪法危机后，继任的总理夏巴茲·謝里夫也访问了北京并会见了中国领导人习近平。

## 经济關係
从20世纪60年代中期到80年代初，中国向巴基斯坦提供大量补贴，多数表现为经济援助。而巴基斯坦经常通过向中国扩大出口本国产品的方式进行回馈。中国也向“投资少、见效快”的项目投资，以优惠价格提供最好的设备，并向巴基斯坦的技术人员提供操作培训。在巴基斯坦工作的中方专家，按当地的薪资标准付酬。1980年代起，补贴政策逐渐转变为贷款。提供的贷款利息要么全免，或者是低息贷款。由于中国提供的贷款既便捷且灵活，还没有附加条件，所以受到巴基斯坦政府的欢迎。此外中国倾向于投资对经济发展有长期和重大影响的大型项目，而不是把现金直接交给巴国政客们。中華人民共和國參與和援建很多巴基斯坦的基建項目，如電訊網絡、喀喇昆仑公路、重型机械厂、巴基斯坦航空工业综合公司、核电站、道路、公路、水坝、热能厂、水泥厂、玻璃厂，以及现在的“中巴经济走廊”等，都是类似的典型案例。青藏鐵路通車後，巴基斯坦前總統穆沙拉夫還表示希望巴基斯坦的鐵路網能和青藏鐵路連接。
- 1978年－連接巴基斯坦東北部和新疆維吾爾自治區的中巴公路（接通紅其拉甫山口）正式開通。
- 1999年－中國援建巴基斯坦旁遮普省的三十萬千瓦核電廠正式投產。
- 2003年－中國國務院副總理吳邦國參加瓜達爾港深水港口的一期開工儀式，中國在該項目投資近兩億美元。
- 2008年－中巴兩國簽署自由貿易協議。 該年，中巴雙邊貿易總額達到69.81億美元。
- 2013年－中巴經濟走廊開始推動；走廊建设的第一阶段总投资额达254亿美元，为当地创造了7万个就业岗位[25]。
- 2013年7月到2017年1月，中国对巴投资额超越美国，成为巴基斯坦最大的外国直接投资者[33]。
- 2020年1月1日，中巴自贸协定第二阶段议定书正式实施，该协定扩大了双边贸易自由化产品覆盖范围[25]。

### 中巴经济走廊
中巴经济走廊是中国推出的“一带一路”的示范项目和枢纽。
| 项目                                     | 状态                               |
| ---------------------------------------- | ---------------------------------- |
| 瓜达尔港                                 | 完成，2015年起移交中国，租期四十年 |
| 卡拉奇－白沙瓦铁路干线升级改造           | 可行性研究进行中                   |
| 红其拉甫铁路                             | 可行性研究进行中                   |
| 卡拉奇－拉合尔公路                       | 已批准，2015年动工                 |
| 赫韦利扬－红其拉甫铁路                   | 已批准                             |
| 哈扎拉高速公路                           | 建设中                             |
| 伊朗－巴基斯坦天然气管道                 | 建设中，伊朗部分已经完成           |
| 瓜达尔－Ratodero公路                     | 建设中, 约820公里                  |
| 经济走廊保障部队                         | 完成, 总造价2.5亿美元              |
| 赫韦利扬干货口岸                         | 可行性研究进行中                   |
| 拉合尔轨道交通橙线                       | 已完成                             |
| 瓜达尔国际机场升级改造                   | 已批准                             |
| 中巴棉花联合生物实验室                   | 已批准                             |
| 瓜达尔－白沙瓦液化天然气港口与管道项目   | 已批准                             |
| 苏基－克纳里870MW水利电气项目            | 已批准                             |
| 卡西姆港2x660MW火电项目                  | 已批准                             |
| 720MW卡洛特水电项目                      | 已批准                             |
| 旁遮普9x100MW太阳能项目                  | 已批准                             |
| 钦比尔风能项目                           | 已批准                             |
| 塔尔二期3.8Mt/a采矿项目                  | 已批准                             |
| 塔尔二期2x330MW煤电项目                  | 已批准                             |
| 私人水利项目                             | 已批准                             |
| 达乌德风能项目                           | 已批准                             |
| Hubco火力发电厂项目                      | 已批准                             |
| 跨境光纤通信项目，穆里多媒体广播示范项目 | 已批准                             |

### 能源合作
巴基斯坦的卡拉奇核电站的2，3号机组计划采用中国的“华龙一号”技术，并由都由中国企业承建，成为华龙一号的海外示范工程。其中2号机组也是首座中国大陆外的“华龙一号”反应堆。2021年3月18日，卡拉奇核电站2号机组首次并网发电，2022年3月16日巴基斯坦卡拉奇核电工程3号机组首次并网成功。

## 文化關係

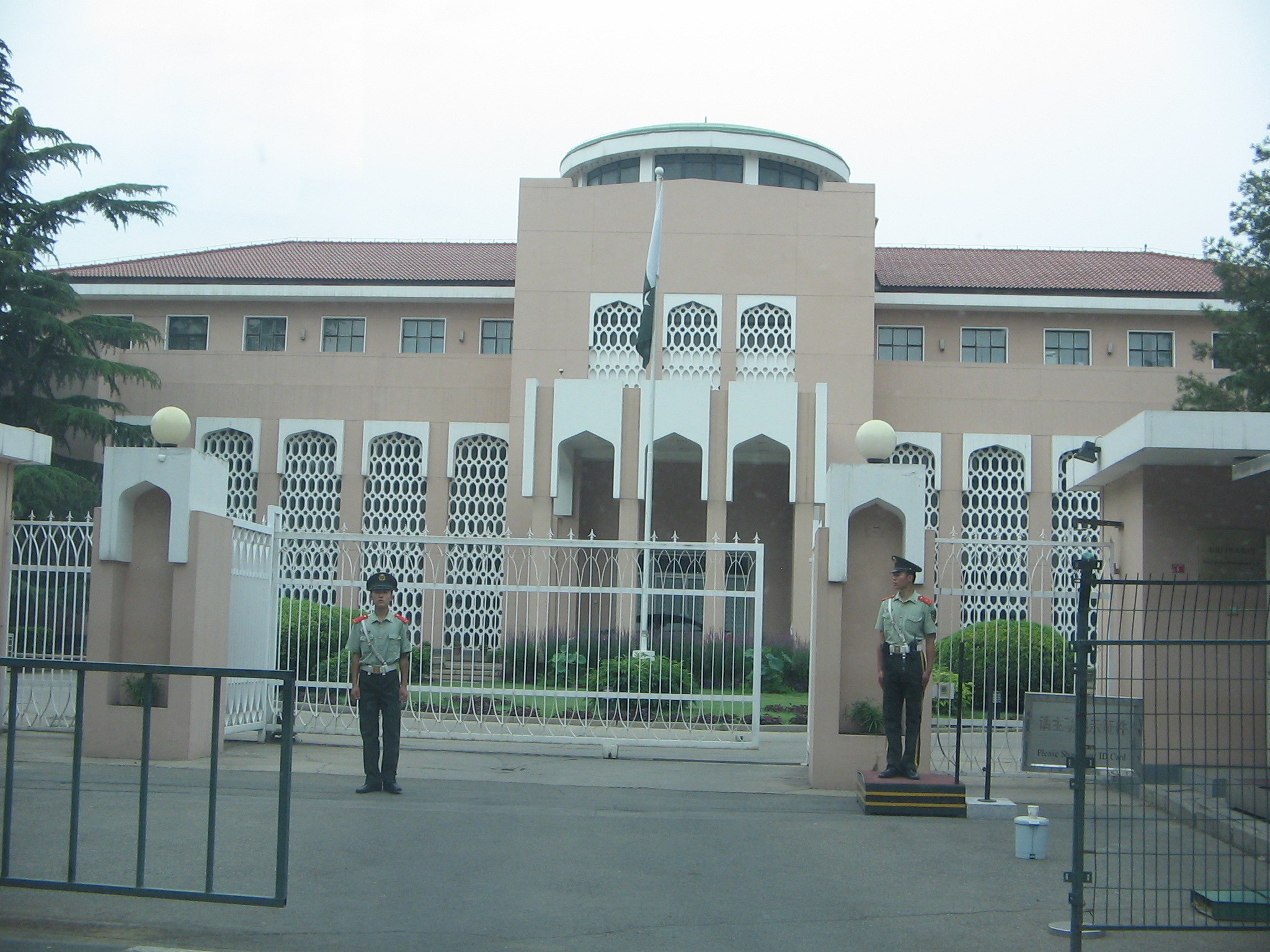
巴基斯坦驻北京大使馆

巴基斯坦作为一个体量较大的伊斯兰国家，在伊斯兰会议组织中有重要地位等事实，成为中华文明与伊斯兰文明相互理解的纽带和桥梁。在中国起初与穆斯林世界互动有限的情况下，中国作为“无神论国家”，在与穆斯林国家、尤其是海湾与中东的阿拉伯政治领袖们打交道时面临困惑，北京方面过去曾就与伊斯兰世界的关系咨询过伊斯兰堡。同样，有些伊斯兰国家缺乏对中国的正确认识，他们也会咨询伊斯兰堡。巴基斯坦通过它的影响力，在广大的穆斯林世界中保护并扩展中国的利益，伊斯兰堡方面为中国在伊斯兰各国提供了几乎是无条件的支持和战略纵深。
- 2005年，中国新疆文化週亮相巴基斯坦首都伊斯兰堡。
- 2018年3月23日，旁遮普天津技术大学在巴基斯坦旁遮普省首府拉合尔市开办，是中巴经济走廊的第一个教育合作项目。

## 军事關係

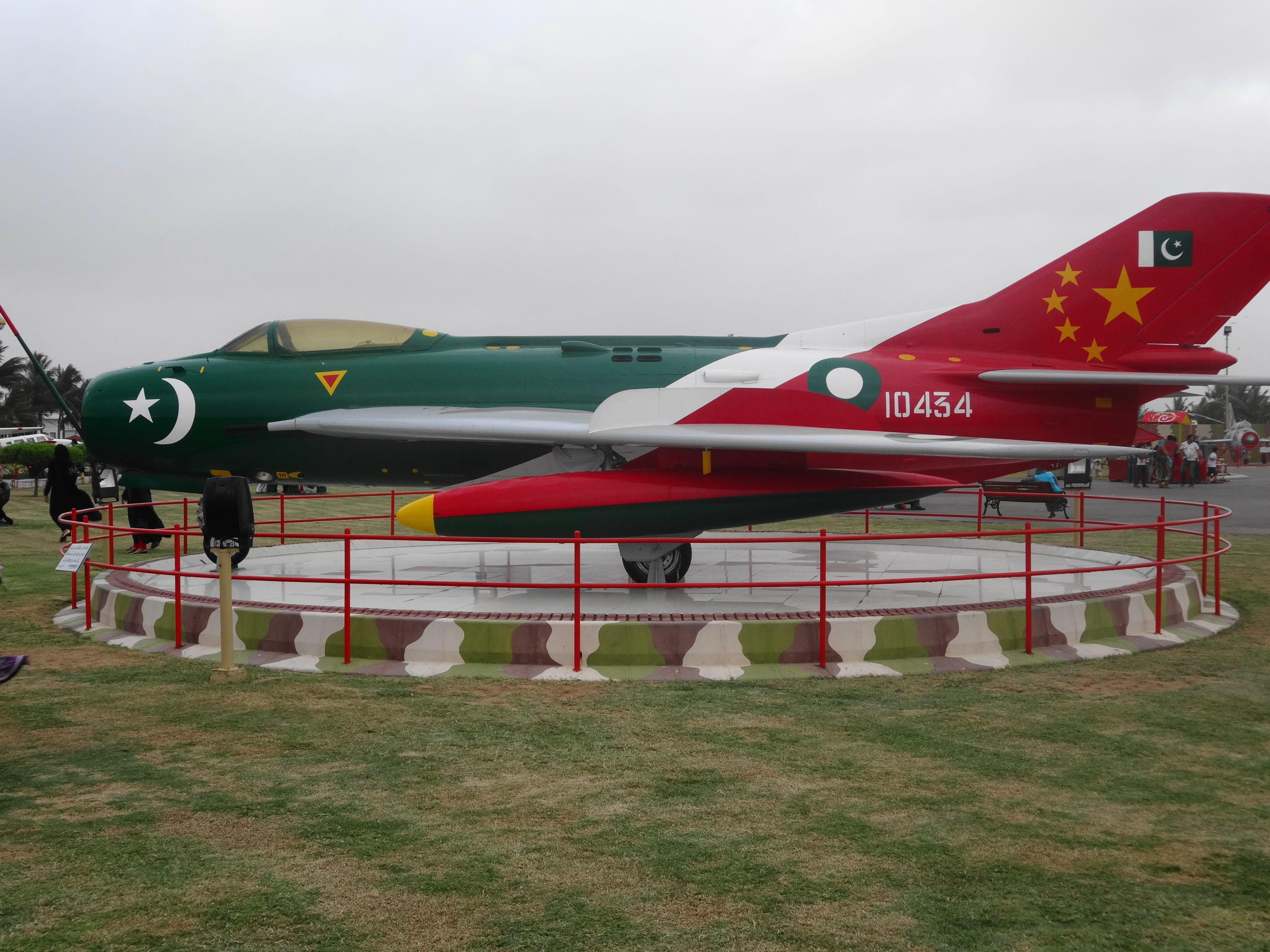
漆有兩國國旗的戰機展示

中國是巴基斯坦的主要武器輸出國，也協助巴基斯坦發展武器，中国对巴基斯坦提供的军事技术支持，使巴基斯坦在部分国防装备方面可以自给，在核武器等领域实现了“自足”。中国与巴方合作生产武器，培训巴方技术人员，授予巴方技术许可并转让技术。有了中国的授权，巴方可以生产枪械、飞机（包括教练机与战斗机）、坦克和反坦克导弹。MBT-2000坦克和梟龍戰機等都是兩國共同研發的現代武器，两国还合作开发了新型海军护卫舰与柴电潜艇等。兩國在1980年代亦達成核子合作協議，巴基斯坦亦在1998年成功進行核試驗。在美国制裁巴基斯坦的军事工业并切断对巴军事援助后，中国的支持对巴基斯坦军队至关重要。
在反恐問題上，除了配合西方國家的阿富汗战争，巴基斯坦也配合中國在新疆對主張以恐怖主義手段爭取东突厥斯坦獨立的東伊運組織的圍剿活動。巴基斯坦軍方在2003年一次巴阿邊境的反恐怖聯合行動中，擊斃了東伊運首領艾山·買合蘇木。2004年，兩國更首次合作進行反恐演習。中国支持巴基斯坦的反恐措施，并要求其解决巴境内中国工人和项目的面临的安全问题。
- 1962年，中印戰爭爆發，成了中巴關係發展的契機。
- 1965年，中國在第二次印巴戰爭中公開表明支持巴基斯坦對抗印度的立場，在第三次印巴戰爭也公開表明支持後者對抗印度和東巴基斯坦（現在的孟加拉國）的立場。 同年，美國為回應第二次印巴戰爭，減少對巴基斯坦的軍事援助，中國成為了巴基斯坦主要武器供應國。
- 1980年代，中國和美國均透過巴基斯坦支持阿富汗圣战者對抗蘇聯侵略。
- 1986年，中巴兩國達成核子合作協議。同年，中国与巴基斯坦签署联合开发协议，共同研制K8基础教练机[46]。
- 2001年，中巴兩國合作研制的MBT-2000主战坦克全面投產。
- 2004年8月，中巴兩國在新疆塔什庫爾干塔吉克自治縣地區合作進行首次聯合反恐演習。
- 2007年，中巴兩國合作研制的梟龍戰機正式登場，巴基斯坦亦在2008年大量生產。
- 2020年11月，中巴举行空軍聯合演習[47]，中方派殲-10、殲-11等戰機抵達巴基斯坦的伯拉利空军基地（英语：PAF_Base_Bholari），巴基斯坦則派出梟龍、幻影3等戰機，正式開展聯合訓練，雙方共派出200多架次軍機參與，空軍混合編組，在近似實戰的背景下展開對抗訓練，提升作戰能力[48]。
- 2021年6月，巴基斯坦批准採購20架歼-10CE連相應導彈及引擎，作價128億元人民幣，其中101億向中航技進出口公司借貸[49]。
- 2022年3月11日，中国将首批歼-10CE交付给巴基斯坦空军[50][46]。
- 2025年5月，巴基斯坦使用自中国购买的殲-10CE戰機在2025年印巴衝突中擊落多架印度戰機。

## 民間看法
中國和巴基斯坦長期的相互支持關係在全球外交中被認為具有重要意義，可以與以色列-美國關係和俄羅斯-塞爾維亞關係相提並論。美國官員曾質問北京為何對巴基斯坦毫不妥協的支持時，中國將軍熊光楷說了一句名言：“巴基斯坦就是中國的以色列”。作家及地緣政治學者安德魯斯莫爾將這句話描述為“部分是在解釋，部分則是在諷刺美國”。兩國同时被印度視為假想敵甚至潛在敵人也是兩國關係快速升溫的重要原因。西方和印度的许多观察家认为，印度是中国与巴基斯坦的“共同敌人”，印度因素是中巴友谊的主要支柱之一。
根據皮尤研究中心2010年對巴基斯坦民意的調查，84%的受訪者表示他們對中國有好感，只有16%的人對美國有好感。同樣，中國官方媒體在地區問題上也對巴基斯坦給予正面評價。 2013年，這一數字上升到90%。巴基斯坦和中國長期以來一直讚揚兩國之間的密切關係。巴基斯坦總統佩爾韋茲·穆沙拉夫稱中國為巴基斯坦“久經考驗的全天候朋友”，而中國領導人胡錦濤則稱巴基斯坦為“好朋友和夥伴”。

## 註解
1. ↑  . 中华人民共和国外交部. 2024-02-02  [2024-02-29]. （原始内容存档于2022-02-15）.
2. ↑  . The News International.   [25 November 2015]. （原始内容存档于2022-12-09）.
3. ↑  . DAWN.   [21 August 2020]. （原始内容存档于2022-12-09）.
4. ↑  . 中国政府网. 2015-04-21  [2021-07-04]. （原始内容存档于2021-07-04）.
5. 1 2  . 腾讯网.   [2013年5月23日]. （原始内容存档于2013年6月14日） （中文（中国大陆））.
6. ↑  . 2023-10-19  [2024-05-09]. （原始内容存档于2024-05-09） –Associated Press of Pakistan - Chinese Service （美国英语）.
7. ↑  . 中国网.   [2020-12-10]. （原始内容存档于2017-09-05）.
8. ↑  . The News. 2013-08-27  [2019-04-28]. （原始内容存档于2015-09-23）.
9. ↑  Tiezzi, Shannon. . The Diplomat. 2014-02-20  [2015-04-23]. （原始内容存档于2015-04-26）.
10. ↑  . 印度时报 (timesofindia-economictimes).   [2019-04-28]. （原始内容存档于2016-03-05）.
11. ↑  . 中国发展网. 2014-11-13. （原始内容存档于2019-03-22）.
12. ↑  . 中国投资资讯网. 2015-04-22  [2015-04-29]. （原始内容存档于2016-06-13）.
13. ↑  . 凤凰网财经. 2015-04-21  [2015-04-25]. （原始内容存档于2015-04-24）.
14. ↑  . Dawn. 2015-04-21  [2015-04-21]. （原始内容存档于2018-12-26）.
15. ↑  观察者网编辑. . 观察者网. 上海.   [2017-10-05]. （原始内容存档于2017-10-05） （中文（简体））.
16. ↑  张雅琦. . 观察者网. 上海.   [2017-10-05]. （原始内容存档于2017-10-05） （中文（简体））.
17. ↑  观察者网编辑. . 观察者网. 上海.   [2017-10-05]. （原始内容存档于2021-07-03） （中文（简体））.
18. ↑  观察者网编辑. . 观察者网.   [2018-06-13]. （原始内容存档于2018-06-13）.
19. ↑  观察者网编辑. . 观察者网.   [2018-06-13]. （原始内容存档于2018-06-13）.
20. ↑  .   [2018-10-28]. （原始内容存档于2018-10-28）.
21. ↑  .   [2018-10-28]. （原始内容存档于2018-10-28）.
22. ↑  62个国家向中国捐赠防疫物资
23. 1 2 3 4 5  〈巴基斯坦〉古拉姆·阿里; 陈宇慧.  (PDF). 《中国国际战略评论》. 2016  [2024-05-17]. （原始内容存档 (PDF)于2024-05-17）.
24. ↑  伊姆兰·汗. . 环球时报. 2021-07-03  [2021-07-04]. （原始内容存档于2021-07-04）.
25. 1 2 3 4 5 6  伊姆兰·汗. . 环球时报. 2021-07-03  [2021-07-04]. （原始内容存档于2021-07-04）.
26. ↑  History of the Conflict with China, 1962. P.B. Sinha, A.A. Athale, with S.N. Prasad, chief editor, History Division, Ministry of Defence, Govt. of India, 1992.
27. ↑  Maxwell, Neville. . New York: Pantheon. 1970  [2011-10-17]. （原始内容存档于2012-01-12）.
28. ↑  .   [2022-01-28]. （原始内容存档于2022-02-06）.
29. ↑  瓜达尔：数千人围堵口岸
30. ↑  .   [2022-01-28]. （原始内容存档于2021-12-31）.
31. ↑  .   [2022-01-28]. （原始内容存档于2022-02-02）.
32. ↑  . 新华网. 2022-11-02  [2023-01-04]. （原始内容存档于2023-01-04）.
33. ↑  . 中华网. 2017-04-17  [2021-07-04]. （原始内容存档于2021-07-04）.
34. ↑  . 雅加达邮报. 2015-04-15  [2015-04-24]. （原始内容存档于2018-12-26）.
35. ↑  . Dawn. 2015-04-18  [2015-04-22]. （原始内容存档于2018-12-26）.
36. 1 2 3 4 5 6 7 8 9 10 11 12 13 14 15 16 17 18 19 20  . Dawn. 2015-04-21  [2015-04-21]. （原始内容存档于2018-12-26）.
37. ↑   (PDF).   [2017-07-29]. （原始内容 (PDF)存档于2015-04-02）.
38. ↑  . 巴基斯坦观察报.   [2017-07-29]. （原始内容存档于2018-12-26）.
39. ↑  . 参考消息. 2014-12-14: 6  [2015-04-25]. （原始内容存档于2017-07-30）.
40. ↑  . 北极星电力网新闻中心. 2011-12-31  [2015-04-29]. （原始内容存档于2016-03-05）.
41. ↑  . m.thepaper.cn.   [2022-03-16]. （原始内容存档于2022-03-16）.
42. ↑  . news.iqilu.com.   [2022-03-16].
43. ↑  . nnsa.mee.gov.cn.   [2022-03-16]. （原始内容存档于2021-04-23）.
44. ↑  . Hindustan Times. 22 April 2022  [5 May 2022]. （原始内容存档于5 May 2022）.
45. ↑  . 美国之音. 2024-05-16  [2024-05-17]. （原始内容存档于2024-05-20） （中文）.
46. 1 2  . 中国新闻网. 2022-03-11  [2022-03-16]. （原始内容存档于2022-03-16） （中文）.
47. ↑  . 自由时报. 2020-12-11  [2021-01-08]. （原始内容存档于2021-01-25）.
48. ↑  . on.cc(东网). 东方日报. 2021-01-01  [2021-01-08]. （原始内容存档于2021-01-10）.
49. ↑  . 巴基斯坦國防部. 2021-06.
50. ↑  . 央视军事. 2022-03-12. （原始内容存档于2022-04-22） （中文（中国大陆））.
51. ↑  Thalif Deen. . Al Jazeera English.   [13 May 2012]. （原始内容存档于2011-10-29）.
52. ↑  Small, Andrew. . C Hurst & Co Publishers Ltd. 2015. ISBN 978-0-19-021075-5.
53. ↑  . Reuters. 13 December 2010  [2023-01-07]. （原始内容存档于2023-01-07）.
54. ↑  . Afpak.foreignpolicy.com. 2013-03-25  [2013-05-23]. （原始内容存档于2013-07-30）.
55. ↑  . CBS. 11 February 2009  [2023-01-07]. （原始内容存档于2013-05-01）.

## 外部連結
- 中华人民共和国驻巴基斯坦伊斯兰共和国大使馆官方网站（简体中文）（英文）
  - 中华人民共和国驻巴基斯坦伊斯兰共和国大使馆经济商务处官方网站（简体中文）
- 中华人民共和国驻卡拉奇总领事馆官方网站（简体中文）（英文）
  - 中华人民共和国驻卡拉奇总领事馆经济商务处官方网站（简体中文）
- 中华人民共和国驻拉合尔总领事馆官方网站（简体中文）（英文）
- 巴基斯坦驻华大使馆官方網站
- 广东广播电视台-見證新巴鐵關係